# Mesoginella
Mesoginella là một chi ốc biển, là động vật thân mềm chân bụng sống ở biển trong họ Marginellidae, họ ốc mép.

## Các loài
According to the Cơ sở dữ liệu sinh vật biển (WoRMS), the following species are gồm cód withtrong genus Mesoginella:
- Mesoginella altilabra (May, 1911)
- Mesoginella aupouria (Powell, 1937)
- Mesoginella australis (Hinds, 1844)
- Mesoginella beecheyi Cossignani, 2006[3]
- Mesoginella brachia (Watson, 1886)
- Mesoginella caducocincta (May, 1916)
- Mesoginella consobrina (May, 1911)
- Mesoginella cracens (Dell, 1956)
- Mesoginella ergastula (Dell, 1953)
- Mesoginella gabrieli (May, 1911)
- Mesoginella inconspicua (G.B. Sowerby, 1846)
- Mesoginella judithae (Dell, 1956)
- Mesoginella koma Marshall, 2004[4]
- Mesoginella larochei (Powell, 1932)
- Mesoginella manawatawhia (Powell, 1937)
- Mesoginella olivella (Reeve, 1865)
- Mesoginella otagoensis (Dell, 1956)
- Mesoginella pisinna Marshall, 2004[5]
- Mesoginella pygmaea (G.B. Sowerby, 1846)
- Mesoginella pygmaeiformis (Powell, 1937)
- Mesoginella pygmaeoides (Singleton, 1937)
- Mesoginella schoutanica (May, 1913)
- Mesoginella sinapi (Laseron, 1948)
- Mesoginella stilla (Hedley, 1903)
- Mesoginella strangei (Angas, 1877)
- Mesoginella tryphenensis (Powell, 1932)
- Mesoginella turbinata (G.B. Sowerby, II 1846)
- Mesoginella vailei (Powell, 1932)
- Mesoginella victoriae (Gatliff & Gabriel, 1908)